# Иванково (Вяземский район)
Иванково — деревня в Вяземском районе Смоленской области России. Входит в состав Заводского сельского поселения. Население — 7 жителей (2007).
Расположена в восточной части области в 24 км к юго-западу от Вязьмы, в 4 км восточнее автодороги Р132 Вязьма — Калуга — Тула — Рязань, на берегу реки Садовка. В 14 км севернее деревни расположена железнодорожная станция Семлёво на линии Москва — Минск.

## История
В годы Великой Отечественной войны деревня была оккупирована гитлеровскими войсками в октябре 1941 года, освобождена в марте 1943 года.